# Мирошников, Александр Карпович
Мирошников Александр Карпович — начальник цеха Машиностроительного и металлургического Кировского завода Министерства оборонной промышленности СССР, Герой Социалистического Труда.

## Биография
Родился 15 октября 1890 года в селе Алексеевка, Белгородская область.
Участвовал в Первой Мировой войне. В 1916 году пришел слесарем на Путиловский завод. Весной 1917 года ему было поручено обучать красногвардейцев военному делу.
Восстанавливал Путиловский завод после разрухи.
В 1936—1948 году повысился до начальника транспортного цеха. Являлся автором многих рационализаторских предложений.
С 1966 года — на пенсии.
Умер 26 апреля 1967 года. Похоронен в Санкт-Петербурге на Красненком кладбище.

## Награды
Указом Президиума Верховного Совета СССР за выдающиеся производственные достижения и внедрение новых методов труда на заводе, Мирошникову Александру Карповичу было присвоено звание Героя социалистического труда.
- 2 Ордена Ленина (02.04.1951), (21.06.1957)
- Орден «Знак Почёта»
- Медаль «За трудовое отличие»